# Akizuki (lớp tàu khu trục) (1942)
Khu trục hạm lớp Akizuki  (秋月型駆逐艦 Akizuki-gata Kuchikukan) là một trong những lớp khu trục hạm của Hải quân Đế quốc Nhật Bản (IJN) sau năm 1942. Hải quân Nhật xếp loại lớp Akizuki là Khu trục hạm Loại B (乙型駆逐艦, Otsu-gata Kuchikukan) và được thiếc kế để chống máy bay, tàu ngầm và các loại tàu nhỏ hơn (tàu phóng lôi,v.v.). Lớp Akizuki được coi là lớp khu trục hữu dụng nhất được Hải quân Đế quốc Nhật Bản sử dung trong Thế chiến thứ 2.

## Thiết kế
Các tàu lớp Akizuki ban đầu được thiết kế làm tàu hộ tống phòng không cho các nhóm tác chiến hàng không mẫu hạm của Nhật, nhưng đã được sửa đổi thêm ống phóng ngư lôi và mìn sâu để đáp ứng nhu cầu cho tàu khu trục đa năng hơn. Thủy thủ đoàn của mỗi tàu bao gồm 300 sĩ quan và thủy thủ. Các tàu dài 134,2 mét (440 ft 3 in) tổng thể, với ngang 11,6 mét (38 ft 1 in) và có đáy cao 4,15 mét (13 ft 7 in). Chúng có mức choán nước đạt 2.744 tấn (2.701 tấn Anh) ở mức tải tiêu chuẩn và 3.759 tấn (3.700 tấn Anh) ở mức đầy tải.
Lớp Akizuki sử dụng hai tua bin hơi nước Kampon, mỗi tua bin quay một cánh quạt trục, và hơi nước được cung cấp bởi bốn nồi hơi Kampon. Tua bin có mức công suất tối đa 52.000 mã lực (39.000 kW), giúp con tàu đạt tốc độ cao nhất là 33 hải lý trên giờ (61 km/h; 38 mph). Con tàu có thể chở tới 1.097 tấn Anh (1.115 t) dầu nhiên liệu với tầm hoạt động khoảng 8.300 hải lý (15.400 km; 9.600 mi) ở vận tốc 18 hải lý trên giờ (33 km/h; 21 mph).
Lớp Akizuki được trang bị tám pháo đa dụng 100mm Kiểu 98 được đặt trong bốn tháp pháo đôi, hai tháp được đặt ở khu vực mũi tàu và hai tháp còn lại đặt cuối cấu trúc thượng tầng. Không như hệ thống pháo được trang bị cho lớp Kagerō trước đó, đây là một trong những loại pháo hiện đại nhất của Hải quân Nhật, có đột tin cậy cao, tốc độ bắn nhanh và góc bắn lớn. Hệ thống pháo này được dẫn bắn bởi hai hệ thống kiểm soát hỏa lực Kiểu 94, một chiếc được đặt trên nóc đài chỉ huy và một chiếc đặt ở cuối cấu trúc thượng tầng. Tuy nhiên, do sự thiếu hụt về trang bị. năm chiếc cuối cùng của lớp không được lắp hệ thống Kiểu 94 ở cuối tàu, thay vào đó, chúng được trang bị 1 Pháo cao xạ Kiểu 96 3 nòng và thêm 2 pháo cao xạ Kiểu 96 2 nòng. Ngoài ra mỗi tàu được trang bị bốn khẩu pháo phòng không 25mm Kiểu 96 hai nòng và bốn ống phóng ngư lôi 610 mm (24,0 in) được đặt trong một máy phóng duy nhất, kèm theo máy nạp cho mỗi ống. Vũ khí chống tàu ngầm bao gồm sáu máy phóng mìn sâu với tổng cộng 72 quả..
Lớp Akizuki cũng là một trong những lớp tàu chiến đầu tiên được lắp đặt Radar cảnh giới bầu trời Kiểu 21, chỉ duy nhất 2 chiếc Akizuki và Teruzuki là không được trang bị. Những con tàu phục vụ trong giai đoạn 1944 đều được lắp đặt thêm Radar cảnh giới bầu trời Kiểu 13, và 5 chiếc cuối cùng của lớp được lắp đặt Radar cảnh giới bầu trời Kiểu 22 thay cho Radar Kiểu 21.
Về cuối cuộc chiến, số lượng pháo cao xạ Kiểu 96 được lắp đặt cho lớp Akizuki tăng dần lên. Trong giai đoạn năm 1942-1943, toàn bộ pháo 2 nòng được thay bằng pháo 3 nòng, và 2 pháo 3 nòng được lắp bổ sung ở hai bên ống khói. Từ cuối năm 1944 tới đầu năm 1945, những chiếc còn sống sót được lắp đặt thêm 1 pháo 3 nòng ở trước đài chỉ huy, và 24 pháo 1 nòng khác được bổ sung dọc con tàu, tăng số lượng pháo Kiểu 96 của mỗi chiếc lên đến 41 khẩu.

## Sơ bộ lịch sử hoạt động
Sáu tàu trong lớp này được đặt hàng theo Chương trình Mở rộng Trang bị Hải quân lần 4 (Maru 4 Programme) vào năm 1939. Mười tàu nữa được đặt trong Chương trình Mở rộng Trang bị Hải quân Cấp tốc (Maru Kyū Keikaku) vào năm 1941 nhưng chỉ một tàu được đặt lườn trước khi tất cả các tàu bị hủy bỏ để thay bằng lớp Fuyutsuki và Michitsuki nhằm giảm thiểu thời gian sản xuất.
16 tàu (từ #770 tới #785) của một phiên bản sửa đổi nữa được đặt theo Chương trình Mở rộng Trang bị Hải quân lần 5 (Maru Tsui Keikaku) vào năm 1942 với 23 chiếc nữa (từ #5061 tới #5083) được tính sẽ được đặt trong trương trình tiếp theo. Tất cả đều bị hủy trước khi việc đóng tàu có thể bắt đầu.
Chỉ sáu tàu sống sót qua chiến tranh, bốn chiếc trong số đó được dùng làm chiến lợi phẩm cho các nước thắng trận.

## Các tàu trong lớp

### Phân lớpAkizuki
Dự án số F51A. Phiên bản chính của lớp Akizuki. Bảy chiếc được đóng theo Chương trình Mở rộng Trang bị Hải quân lần 4 (#104 tới #109) và Chương trình Mở rộng Trang bị Hải quân Cấp tốc (#360).
| Số hiệu | Tàu                              | Xưởng Đóng                | Hạ Lườn              | Hạ thủy              | Hoàn thành           | Số phận |
| 104     | Akizuki (秋月) (Thu Nguyệt)      | Xưởng Hải Quân Maizuru    | 30 tháng 6 năm 1940  | 2 tháng 7 năm 1941   | 11 tháng 6 năm 1942  | Chìm trong trận chiến ngoài khơi mũi Engaño 25 tháng 10 năm 1944. Loại khỏi đăng bạ vào ngày 10 tháng 12 năm 1944.                                                                             |
| 105     | Teruzuki (照月) (Chiếu Nguyệt)   | Mitsubishi, Cảng Nagasaki | 13 tháng 11 năm 1940 | 21 tháng 11 năm 1941 | 31 tháng 8 năm 1942  | Bị hư hỏng nặng bởi tàu tuần tra cao tốc phóng lôi PT-37 and PT-40 ở đảo Savo vào 11 tháng 12 năm 1942. Bị đánh chìm vào 12 tháng 12 năm 1942. Loại khỏi đăng bạ vào ngày 20 tháng 1 năm 1943. |
| 106     | Suzutsuki (涼月) (Lương Nguyệt)  | Mitsubishi, Cảng Nagasaki | 15 tháng 3 năm 1941  | 3 tháng 3 năm 1942   | 29 tháng 12 năm 1942 | Sống sót qua cuộc chiến tại Sasebo. Cho ngừng hoạt động vào ngày 20 tháng 11 năm 1945. Cải tạo thành đê chắn sóng tại Kitakyūshū vào tháng 7 năm 1948.                                         |
| 107     | Hatsuzuki (初月) (Sơ Nguyệt)     | Xưởng Hải Quân Maizuru    | 25 tháng 7 năm 1941  | 3 tháng 4 năm 1942   | 29 tháng 12 năm 1942 | Chìm trong trận chiến ngoài khơi mũi Engaño ngày 25 tháng 10 năm 1944. Loại khỏi đăng bạ vào ngày 10 tháng 12 năm 1944.                                                                        |
| 108     | Niizuki (新月) (Tân Nguyệt)      | Mitsubishi, Cảng Nagasaki | 8 Tháng 12 1941      | 29 Tháng 6 1942      | 31 Tháng 3 1943      | Chìm trong Trận Vịnh Kula vào ngày 6 tháng 7 năm 1943. Loại khỏi đăng bạ vào ngày 10 tháng 9 năm 1943.                                                                                         |
| 109     | Wakatsuki (若月) (Nhã Nguyệt)    | Mitsubishi, Cảng Nagasaki | 9 Tháng 3 1942       | 24 tháng 11 năm 1942 | 31 tháng 5 năm 1943  | Chìm trong Trận chiến vịnh Ormoc vào ngày 11 tháng 11 năm 1944. Loại khỏi đăng bạ vào tháng 1 năm 1945.                                                                                        |
| 360     | Shimotsuki (霜月) (Sương Nguyệt) | Mitsubishi, Cảng Nagasaki | 6 tháng 7 năm 1942   | 7 tháng 4 năm 1943   | 31 tháng 3 năm 1944  | Bị đánh chìm bởi tàu ngầm USS Cavalla ngoài khơi đảo Anambas 02°21′B 107°20′Đ / 2,35°B 107,333°Đ vào ngày 25 tháng 11 năm 1944. Loại khỏi đăng bạ vào ngày 10 tháng 1 năm 1945.                |

### Phân lớpFuyutsuki
Dự án số F51B. Phân lớp Fuyutsuki ban đầu được dự tính sẽ đóng như phân lớp Akizuki nhưng việc đóng tàu cuối cùng phải được đơn giản hoá. 4 chiếc được đóng theo Chương trình Mở rộng Trang bị Hải quân Cấp tốc (#361 tới #364). So với dòng Akizuki chính, các chiếc Fuyutsuki có thiết kế mũi tàu đơn giản hơn, tháo cabin ở đuôi tàu và gắm vào cửa dẫn khí hai chiều cho các lò hơi. Chưa hài lòng với các sửa đổi trên, Hải quân Nhât tiếp tục đưa thêm điều chình nữa vào thiết kế dẫn đến phân lớp Michitsuki.
| Số hiệu | Tàu                            | Xưởng Đóng             | Hạ Lườn              | Hạ thủy             | Hoàn thành           | Số phận |
| 361     | Fuyutsuki (冬月) (Đông Nguyệt) | Xưởng Hải Quân Maizuru | 8 tháng 5 năm 1943   | 20 tháng 1 năm 1944 | 25 tháng 5 năm 1944  | Sống sót qua cuộc chiến tại Kitakyūshū. Cho ngừng hoạt động vào ngày 20 tháng 11 năm 1945. Cải tạo thành đê chắn sóng tại Kitakyūshū vào tháng 7 năm 1948.                                                     |
| 362     | Harutsuki (春月) (Xuân Nguyệt) | Xưởng Hải Quân Sasebo  | 23 tháng 12 năm 1943 | 3 tháng 8 năm 1944  | 28 tháng 12 năm 1944 | Sống sót qua cuộc chiến tại Kure. Cho ngừng hoạt động vào ngày 5 tháng 10 năm 1945. Giao cho Liên Xô vào ngày 28 tháng 8 năm 1947, đổi tên thành Vnezapniy (Внезапный, "Đột Ngột").                            |
| 363     | Yoizuki (宵月) (Tiêu Nguyệt)   | Công ty cảng Uraga     | 25 tháng 8 năm 1943  | 25 tháng 9 năm 1944 | 31 tháng 1 năm 1945  | Sống sót qua cuộc chiến tại Nōmi. Cho ngừng hoạt động vào ngày 5 tháng 10 năm 1945. Giao cho Trung Hoa Dân Quốc vào ngày 29 tháng 8 năm 1947, đổi tên thành Phần Dương. Tháo dỡ năm 1963.                      |
| 364     | Natsuzuki (夏月) (Hạ Nguyệt)   | Xưởng Hải Quân Sasebo  | 1 tháng 5 năm 1944   | 2 tháng 12 năm 1944 | 8 tháng 4 năm 1945   | Sống sót qua cuộc chiến tại Kitakyūshū. Cho ngừng hoạt động ngày 5 tháng 10 năm 1945. Giao cho Vương quốc Anh vào ngày 25 tháng 8 năm 1947. Bán và tháo dỡ tại Uraga từ tháng 9 năm 1947 đến tháng 3 năm 1948. |

### Phân lớpMichitsuki
Dự án số F53. Phiên bản sản xuất cuối cùng của lớp Akizuki. Tĩnh giản hơn so với lớp Fuyutsuki. Chuyển thể từ 5 chiếc trong Chương trình Mở rộng Trang bị Hải quân Cấp tốc (#365 tới #369) và 16 chiếc từ theo Chương trình Mở rộng Trang bị Hải quân lần 5 (#770 tới #785 được đặt lại thành #5061 tới #5076). Chỉ có 1 chiếc được hoàn thành.
| Số hiệu                  | Tàu | Xưởng Đóng             | Hạ Lườn             | Hạ thủy              | Hoàn thành           | Số phận |
| 365                      | Michitsuki (満月) (Danh Nguyệt) | Xưởng Hải Quân Sasebo  | 3 tháng 1 năm 1945  |                      |                      | 16% hoàn thành, thi công ngừng vào ngày 17 tháng 4 năm 1945. Tháo dỡ ngày 28 tháng 2 năm 1948. |
| 366                      | Hanazuki (花月) (Hoa Nguyệt) | Xưởng Hải Quân Maizuru | 10 tháng 2 năm 1944 | 10 tháng 10 năm 1944 | 26 tháng 12 năm 1944 | Sống sót qua cuộc chiến tây Biển nội địa Seto. Cho ngừng hoạt động ngày 5 tháng 10 năm 1945. Giao cho Hoa Kỳ vào 29 tháng 8 năm 1947 và được đổi tên thành DD-934. Dùng làm mục tiêu ngoài Quần đảo Gotō từ 3 tháng 1948. |
| 367                      | Kiyotsuki (清月) (Thanh Nguyệt) | Xưởng Hải Quân Maizuru |                     |                      |                      | Hủy bỏ ngày 14 tháng 12 năm 1944. |
| 368                      | Ōtsuki (大月) (Đại Nguyệt) | Xưởng Hải Quân Sasebo  |                     |                      |                      | Hủy bỏ ngày 14 tháng 12 năm 1944. |
| 369                      | Hazuki (葉月) (Diệp Nguyệt) | Xưởng Hải Quân Maizuru |                     |                      |                      | Hủy bỏ ngày 14 tháng 12 năm 1944. |
| 5061 5062 5063 5064 5065 | Yamazuki (山月) (Sơn Nguyệt) Urazuki (浦月) (Phổ Nguyệt) Aogumo (青雲) (Thanh Vân) Benigumo (紅雲) (Hồng Vân) Harugumo (春雲) (Xuân Vân) |                        |                     |                      |                      | Hủy bỏ ngày 14 tháng 12 năm 1944. |
| 5066 - 5076              | Amagumo (天雲) (Thiên Vân) Yaegumo (八重雲) (Trùng Vân) Fuyugumo (冬雲) (Đông Vân) Yukigumo (雪雲) (Tuyết Vân) Okitsukaze (沖津風) (Trùng Tân Phong) Shimokaze (霜風) (Sương Phong) Asagochi (朝東風) (Triêu Đông Phong) Ōkaze (大風) (Đại Phong) Kochi (東風) (Đông Phong) Nishikaze (西風) (Tây Phong) Hae (南風) (Nam Phong) |                        |                     |                      |                      | Hủy bỏ vào ngày 9 tháng 6 năm 1944. |

### Chou-Akizuki
Dự án số V7. Phiên bản tốc độ cao của lớp Akizuki. Dự án bị hủy bỏ khi Hải quân Đế quốc Nhật Bản liên tục gặp thất bại trên chiến trường.
| Số hiệu   | Tàu | Xưởng Đóng | Hạ Lườn | Hạ thủy | Hoàn thành | Số phận                                                                                              |
| 770-785   | 16 tàu khu trục |            |         |         |            | Chuyển thể thành lớp Akizuki thường (các chiếc Michitsuki, tàu số 5061-5076) từ 30 tháng 6 năm 1942. |
| 5077-5083 | Kitakaze (北風) (Bắc Phong) Hayakaze (早風) (Tảo Phong) Natsukaze (夏風) (Hạ Phong) Fuyukaze (冬風) (Đông Phong) Hatsunatsu (初夏) (Sơ Hạ) Hatsuaki (初秋) (Sơ Thu) Hayaharu (早春) (Tảo Xuân) |            |         |         |            | Hủy bỏ vào ngày 9 tháng 6 năm 1944.                                                                  |

## Ảnh

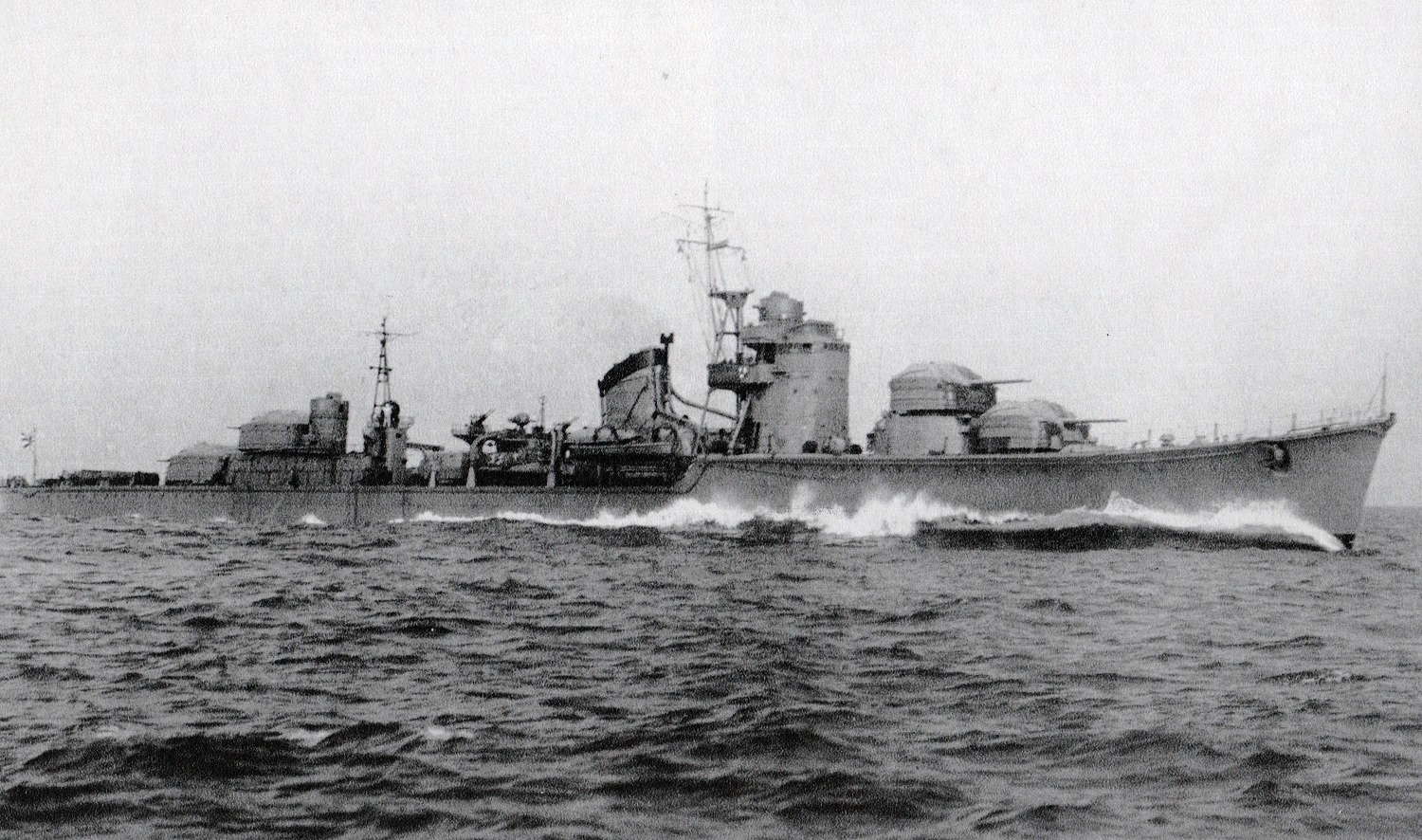
Hatsuzuki chạy thử nghiệm, tháng 12 năm 1942.
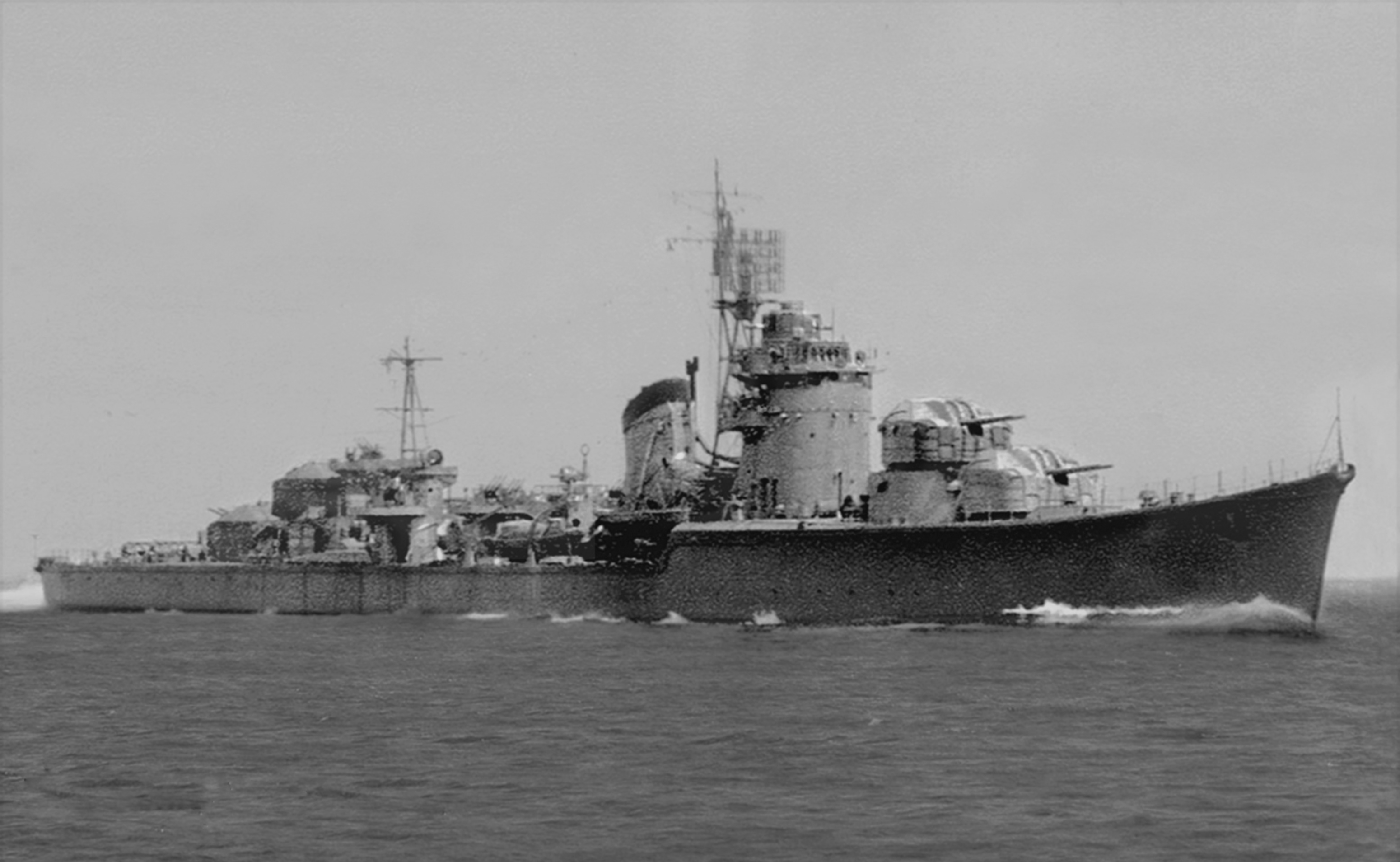
Fuyutsuki chạy thử nghiệm, 23 tháng 5 năm 1944.
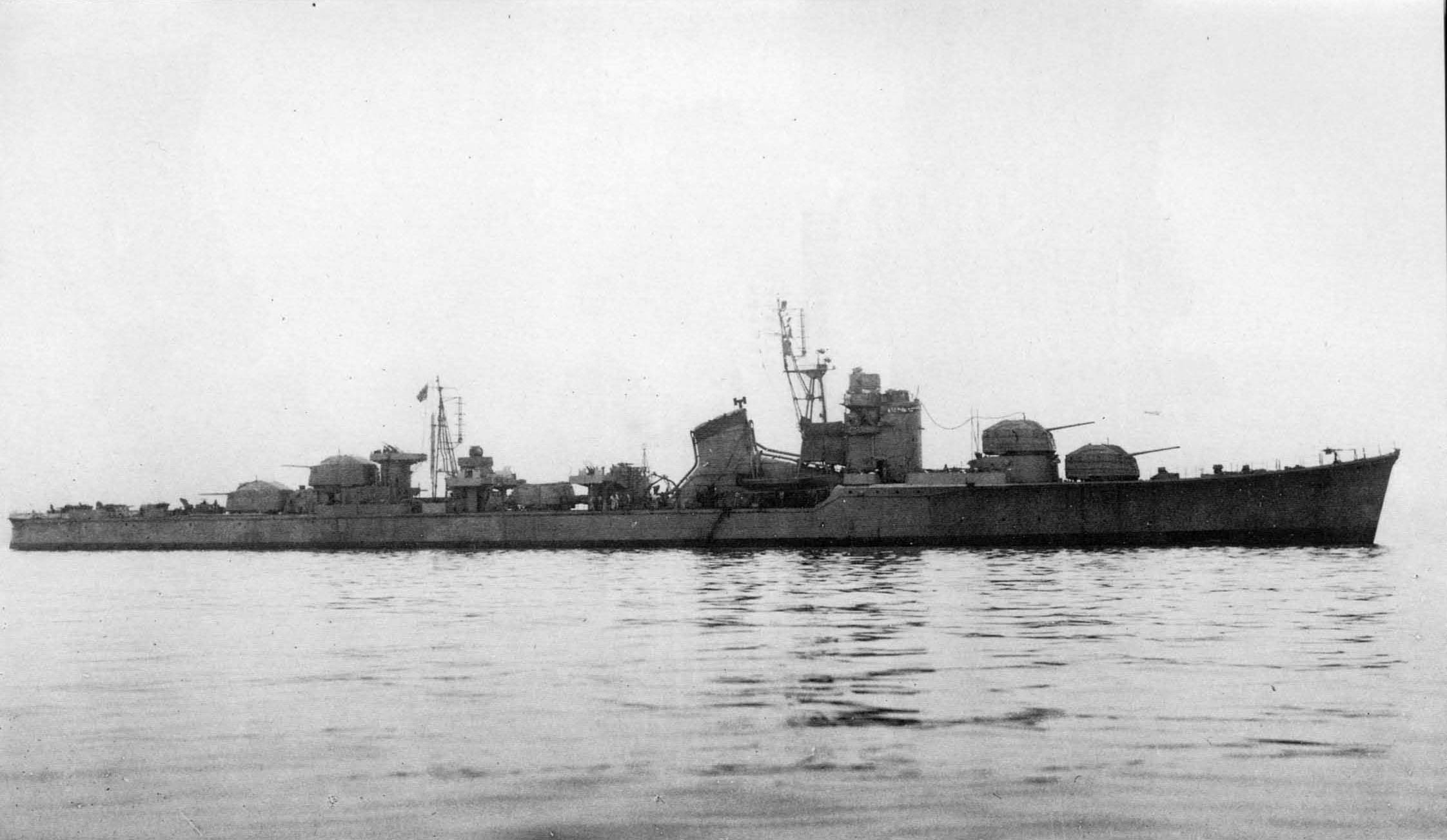
Harutsuki chạy thử nghiệm, tháng 12 năm 1944.
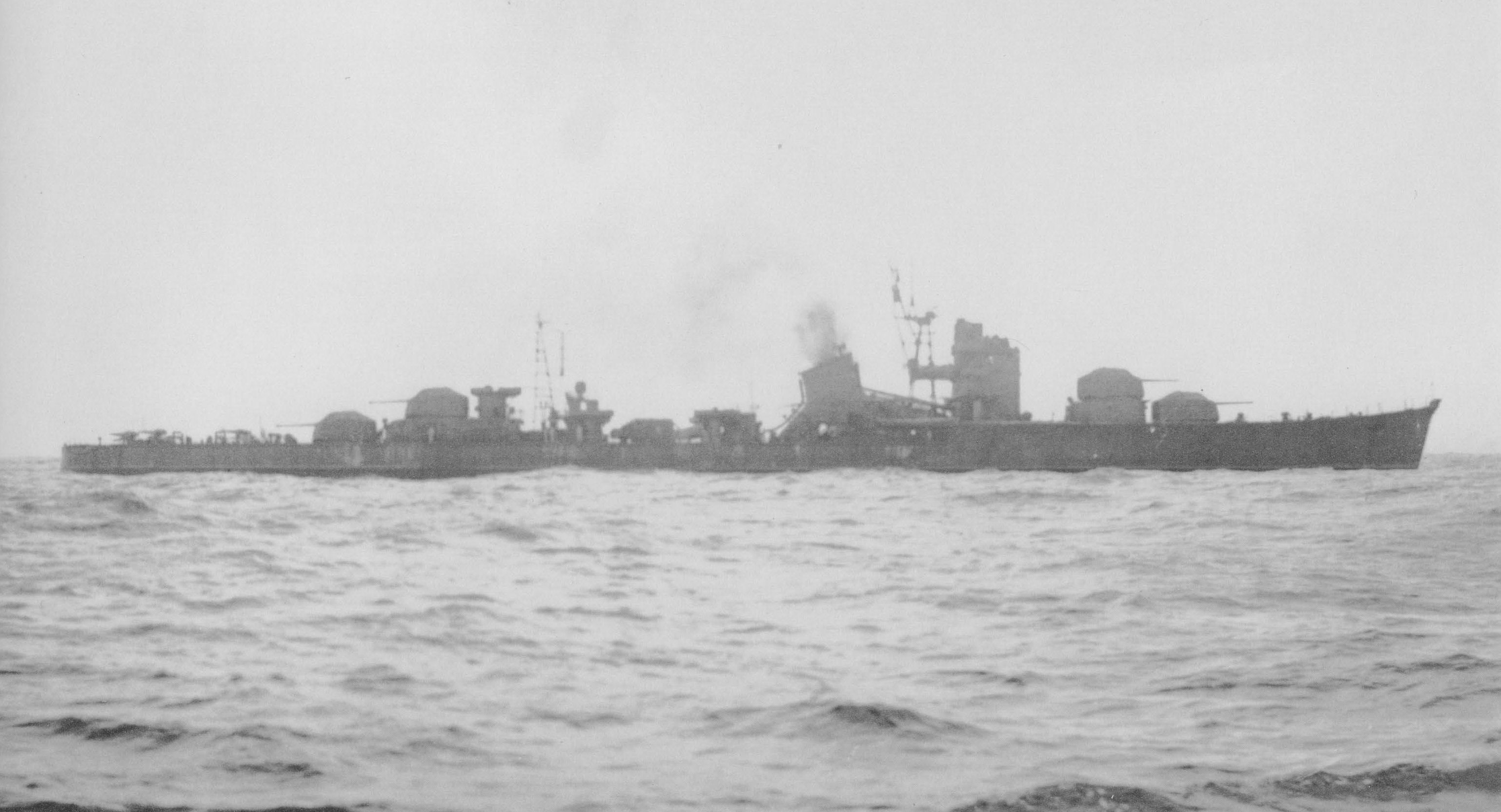
Hanazuki 18 tháng 12 năm 1944.
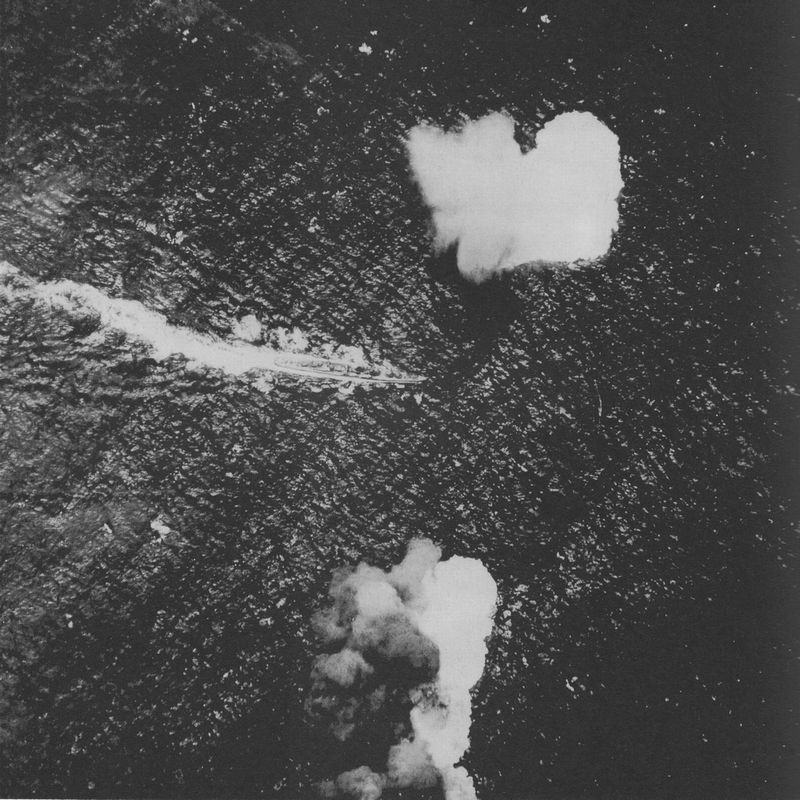
Akizuki ngoài khơi vịnh Empress Augusta, 29 tháng 9 năm 1942.
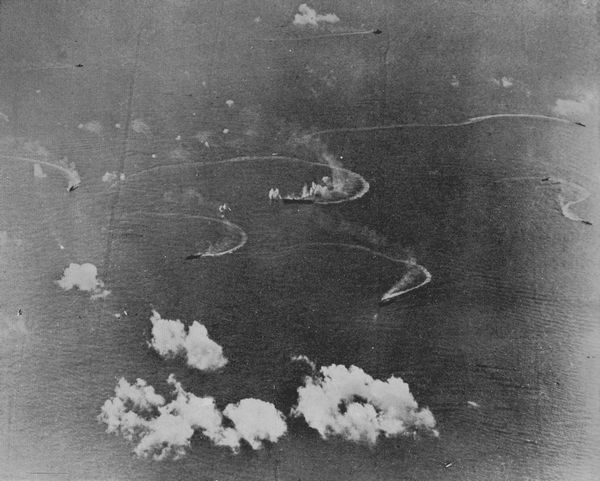
Hàng không mẫn hạm Zuikaku và bốn chiếc Akizuki (Akizuki, Hatsuzuki, Wakatsuki và Shimotsuki) trong Trận chiến biển Philippine on 20 tháng 6 năm 1944.
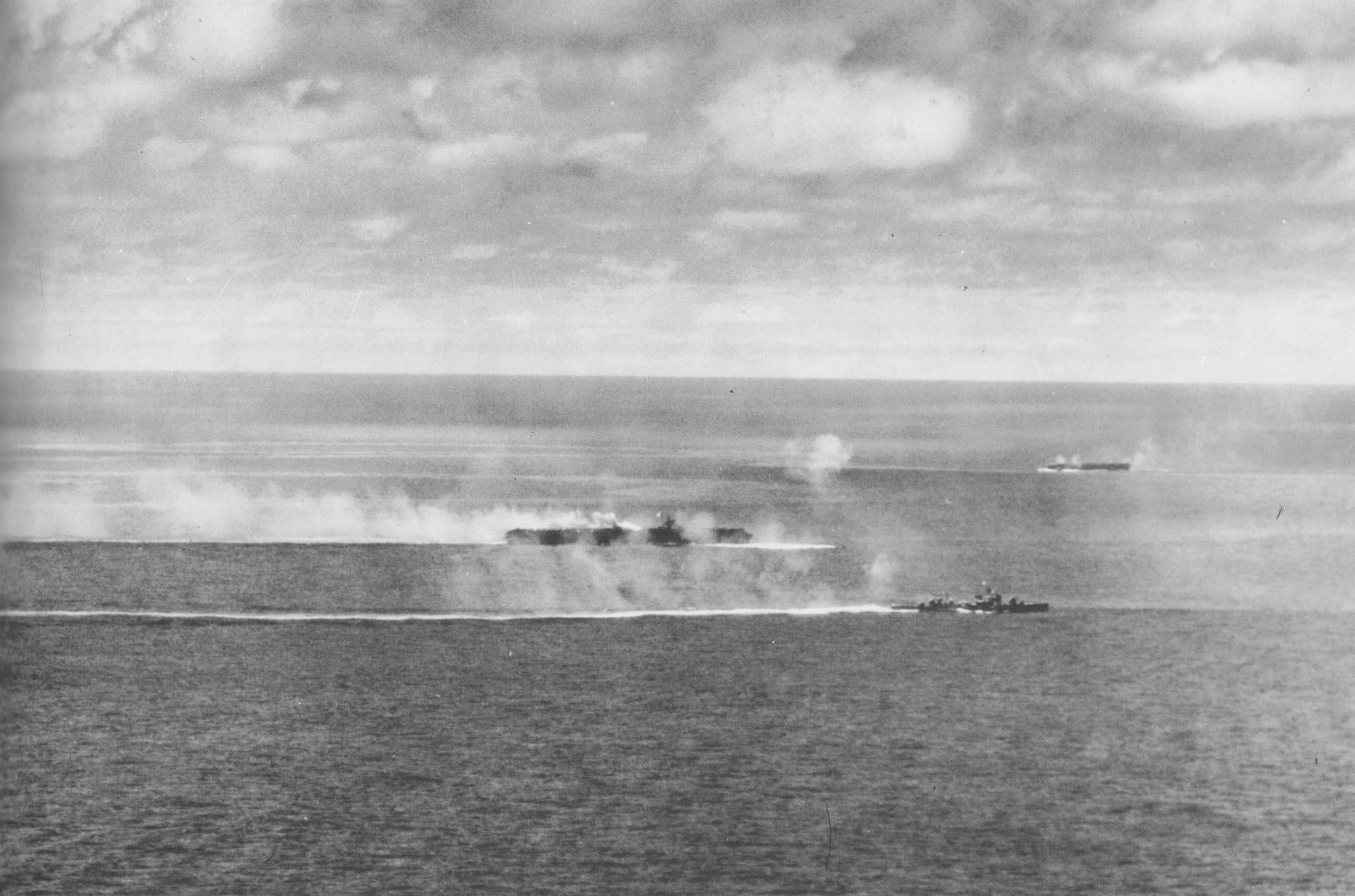
Hàng không mẫn hạm Zuikaku, Zuihō và khu trục Wakatsuki giữa Trận chiến ngoài khơi mũi Engaño, 25 tháng 10 năm 1944.
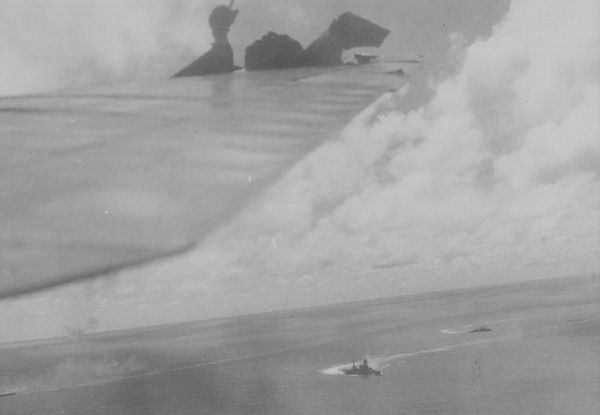
Hàng không hạm Chitose, thiết giáp hạm Ise và khu trục Shimotsuki giữa Trận chiến ngoài khơi mũi Engaño, 25 tháng 10 năm 1944.
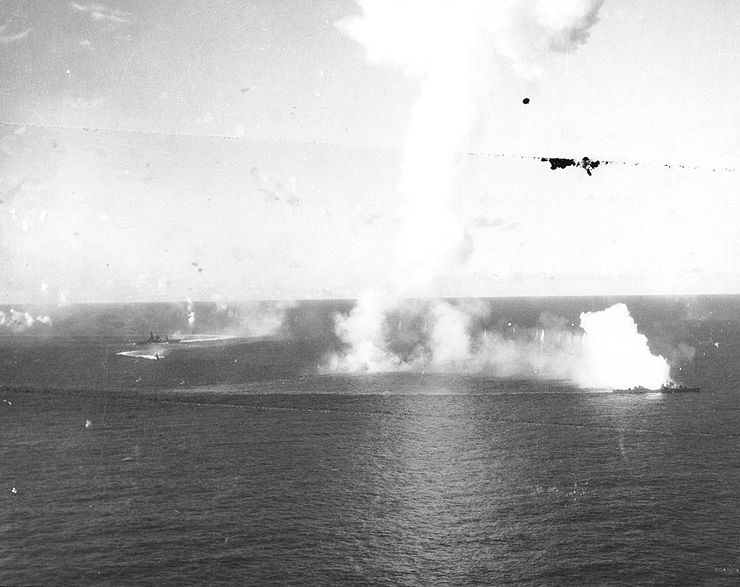
Khu trục Akizuki, Kuwa and Thiết giáp Ise trong the trận chiến ngoài khơi mũi Engaño 25 tháng 10 năm 1944.
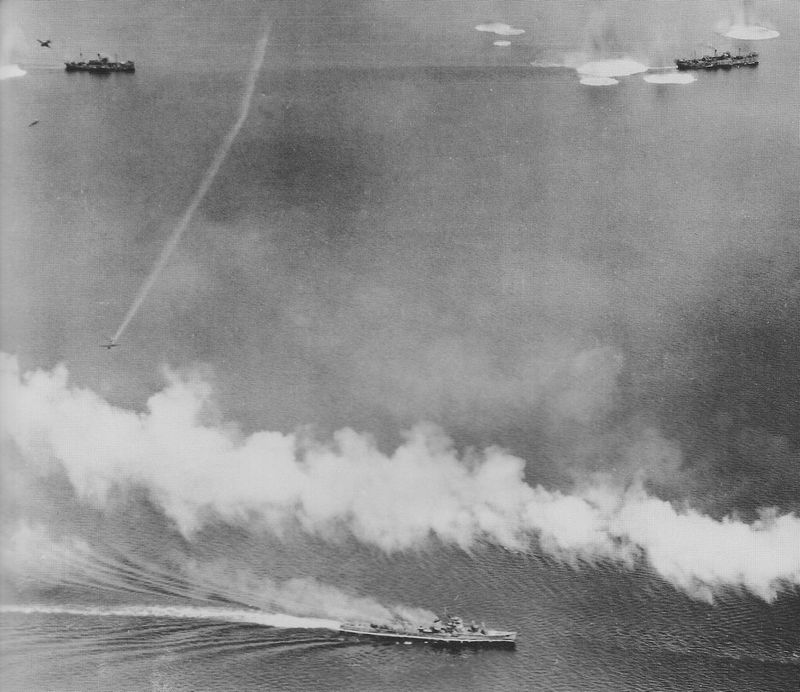
Wakatsuki trong trận vịnh Ormoc, 11 tháng 11 năm 1944.
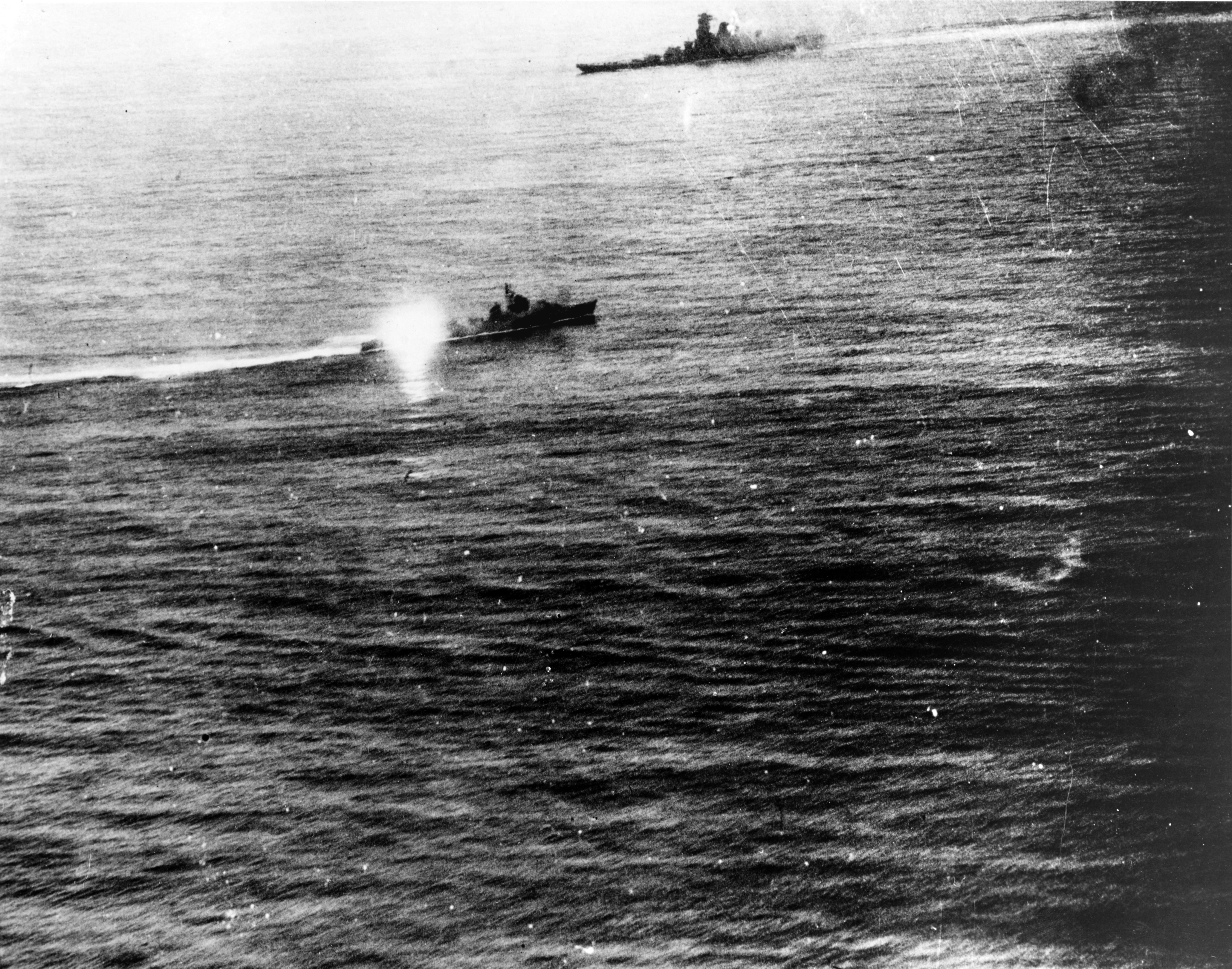
Thiết giáp hạm Yamato và Fuyutsuki trong Chiến dịch Ten-Go, 7 tháng 4 năm 1945.
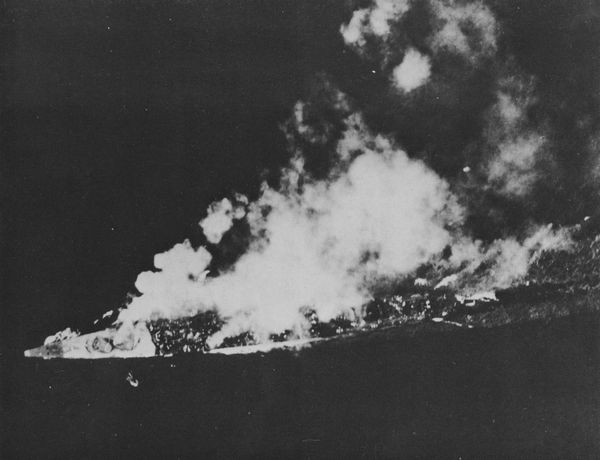
Suzutsuki trong Chiến dịch Ten-Go, 7 tháng 4 năm 1945.
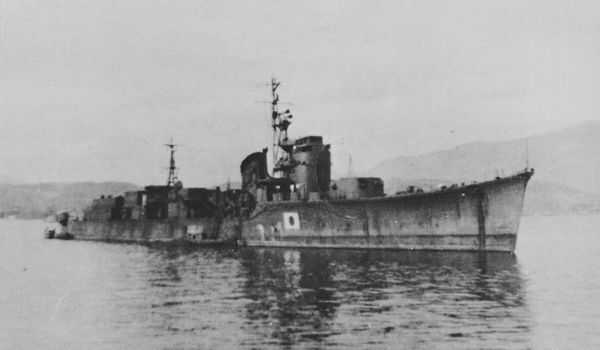
Yoizuki với vai trò vận truyển lính Nhật về nước, 1946.
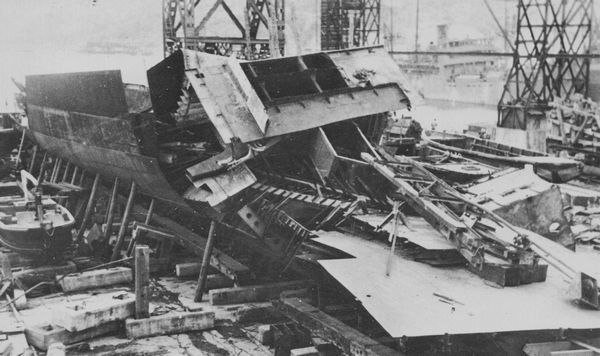
Michitsuki, tháng 5 năm 1947.
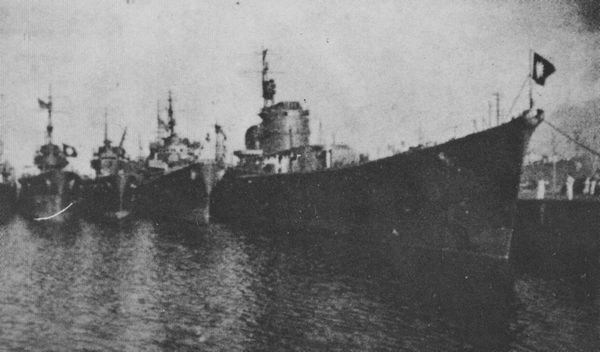
ROCS Phần Giang (cựu Yoizuki).

## Xem
- Danh sách tàu trong Chiến tranh Thế giới thứ hai
- Danh sách lớp tàu chiến trong Chiến tranh Thế giới thứ hai

### Sách tham khảo
- Chesneau, Roger, biên tập (1980). Conway's All the World's Fighting Ships 1922–1946. Greenwich, UK: Conway Maritime Press. ISBN 0-85177-146-7.
- Jentschura, Hansgeorg; Jung, Dieter & Mickel, Peter (1977). Warships of the Imperial Japanese Navy, 1869–1945. Annapolis, Maryland: United States Naval Institute. ISBN 0-87021-893-X.
- Nevitt, Allyn D. (1998). "IJN Kaya: Tabular Record of Movement". combinedfleet.com. Truy cập ngày 21 tháng 9 năm 2020.
- Rohwer, Jürgen (2005). Chronology of the War at Sea 1939–1945: The Naval History of World War Two . Annapolis, Maryland: Naval Institute Press. ISBN 1-59114-119-2.
- Stille, Mark (2013). Imperial Japanese Navy Destroyers 1919–45 (2): Asahio to Tachibana Classes. Botley, UK: Osprey Publishing. ISBN 978-1-84908-987-6.
- Whitley, M. J. (1988). Destroyers of World War Two: An International Encyclopedia. Annapolis, Maryland: Naval Institute Press. ISBN 0-87021-326-1.
- "Japan Center for Asian Historical Records"., National Archives of Japan.
  - Reference code: C12070120400, October (1).
  - Reference code: C12070510100, February (1).